# Friedhelm Krüger
Friedhelm Krüger (* 30. Dezember 1935 in Münster; † 27. November 2024) war ein deutscher evangelischer Theologe und Hochschullehrer für Kirchengeschichte.

## Leben
Nach der Promotion am 5. Mai 1969 zum Dr. theol. in Münster und der Habilitation 1980 in Erlangen lehrte er ab 1981 als Privatdozent in Bochum und ab 1987 als Professor für Evangelische Theologie: Historische Theologie, Kirchen-, Dogmen- und Konfessionsgeschichte an der Universität Osnabrück. 2001 wurde er emeritiert.

## Schriften (Auswahl)
- Bucer und Erasmus. Eine Untersuchung zum Einfluss des Erasmus auf die Theologie Martin Bucers bis zum Evangelien-Kommentar von 1530 (= Veröffentlichungen des Instituts für europäische Geschichte Mainz. Band 57). Steiner, Wiesbaden 1970, OCLC 185872056 (zugleich Dissertation, Münster 1969).
- als Herausgeber mit Marijn de Kroon: Bucer und seine Zeit. Forschungsbeiträge und Bibliographie. Robert Stupperich dem 70jährigen gewidmet (= Veröffentlichungen des Instituts für europäische Geschichte Mainz. Band 80). Steiner, Wiesbaden 1976, ISBN 3-515-02170-1.
- Humanistische Evangelienauslegung. Desiderius Erasmus von Rotterdam als Ausleger der Evangelien in seinen Paraphrasen (= Beiträge zur historischen Theologie. Band 68). Mohr, Tübingen 1985, ISBN 3-16-144975-4 (zugleich Habilitationsschrift, Erlangen 1980).
- „Ordenung der Evangelischen Missen, de to Ossenbrugge in den Kerspels Kercken geholden worden“ – Die neue Ordnung des Gottesdienstes. In: V.D.M.I.AE. Gottes Wort bleibt in Ewigkeit. 450 Jahre Reformation in Osnabrück. Hg. v. Karl Georg Kaster und Gerd Steinwascher, Rasch Verlag, Bramsche 1993, 293–302.
- als Herausgeber mit Horst Georg Pöhlmann und Torleiv Austad: Theologie der lutherischen Bekenntnisschriften. Kaiser, Gütersloher Verlag-Haus, Gütersloh 1996, ISBN 3-579-02615-1.
- als Herausgeber: Gottes Offenbarung in der Welt. Horst Georg Pöhlmann zum 65. Geburtstag. Kaiser, Gütersloher Verlag-Haus, Gütersloh 1998, ISBN 3-579-00401-8.
- Lehrartikel des Berner Synodus von 1532. In: Reformierte Bekenntnisschriften. Band 1/1, 1523–1534, bearbeitet von Eberhard Busch, Heiner Faulenbach, Hans Helmut Eßer, J.F. Gerhard Goeters, Friedhelm Krüger, Dietrich Meyer, Andreas Mühling und Wilhelm Neuser, Neukirchen-Vluyn 2002, 508–548, ISBN 3-7887-1906-0.
- Politischer Realismus und Friedensvision im Werk des Erasmus von Rotterdam. In: Der Frieden – Rekonstruktion einer europäischen Vision, Band 1: Erfahrung und Deutung von Krieg und Frieden. Religion – Geschlechter – Natur und Kultur, hg. v. Klaus Garber, Ute Szell, Friedhelm Krüger, Friedhelm Jürgensmeier, Jutta Held. Wilhelm Fink – Verlag, 2002,
- Ist die Friedensfrage eine Bekenntnisfrage im Sinne des „status confessionis“? In: Frieden als Gabe und Aufgabe. Beiträge zur theologischen Friedensforschung. Hg. v. Norbert Ammermann, Beate Ego, Helmut Merkel, Göttingen / Osnabrück 2005, S. 97–116, ISBN 3-89971-211-0.